# Den Grå Hal
Den Grå Hal er en hal beliggende i fristaden Christiania på Christianshavn i København, der siden fristadens etablering i 1970'erne har været anvendt til koncerter, teaterforestillinger, foredrag og fester.
Hallen er opført i 1891 og fungerede som ridehus på Bådsmandsstrædes Kaserne.
Blandt de kunstnere, der har optrådt i Den Grå Hal er NOFX, Portishead, Red Hot Chili Peppers, Prodigy, Bob Dylan, Rage Against the Machine, Metallica, Manic Street Preachers, The Gaslight Anthem, Pennywise, Damian Marley, Marcus King, The Smashing Pumpkins og Faithless, men også danske navne som Gnags, D-A-D og Savage Rose og Red Warszawa har givet koncert i hallen. 

Kulturarvsstyrelsen fredede i 2007 bygningen. 